# Michel Sanvoisin
Michel Sanvoisin est un flûtiste et compositeur français né le 28 octobre 1943 à Sartrouville.

## Biographie
Michel Sanvoisin naît le 28 octobre 1943 à Sartrouville.
Il étudie la flûte à bec et la musique ancienne auprès de Jean Henry, Carl Dolmetsch (en) et Antoine Geoffroy-Dechaume, et donne ses premiers concerts à partir de 1960.
Sanvoisin réalise également diverses transcriptions d’œuvres pour son instrument et devient membre de l'Ensemble polyphonique de l'ORTF, à la demande de Charles Ravier.
En 1965, il fonde avec Joseph Sage et Guy Robert l'ensemble Ars Antiqua de Paris, avec lequel il effectue de nombreux enregistrements et plusieurs tournées.
Comme pédagogue, il enseigne deux ans au Conservatoire de Rouen et fait publier plusieurs ouvrages didactiques consacrés à la flûte à bec.
Comme compositeur, Michel Sanvoisin est l'auteur de musiques de films et de la musique de scène de Peines de cœur d'une chatte anglaise (1975), d'après Balzac, notamment.